# Aerola (Vantaa)
Aerola (en finnois : Aerola) est une résidence située dans le quartier Veromies de la zone aéroportuaire de Vantaa en Finlande.

## Histoire
L'immeuble a été conçu par Alvar Aalto pour loger les techniciens de maintenance des avions.